# Kenji Utsumi
Kenji Utsumi (内海 賢二, Utsumi Kenji), né le 26 août 1937 à Kitakyūshū et mort le 13 juin 2013 à Tokyo, est un seiyū. Il est marié à Michiko Nomura et travaille pour Ken Production. Il est également très actif dans le milieu du doublage de films étrangers et a doublé de grands acteurs.

## Rôles
- Dr Slump : Senbei Norimaki
- Dragon Ball : Mutaito, Shenron
- Dragon Ball Z : Le Combat fratricide : Rezun
- Dragon Ball Z : La Menace de Namek : Slug (âgé), Shenron
- Fullmetal Alchemist : Alex Louis Armstrong
- Ken le Survivant : Raoh
- Saint Seiya : Odin
- Hajime no Ippo : Coach Kamogawa Genji

## Doublages

### Cinéma
- Steve McQueen dans :
  - Les Sept Mercenaires
  - La Tour infernale (The Towering Inferno) (doublage TBS)
  - Papillon (film) (doublage Asahi TV)
  - Bullitt (doublage Asahi TV, présent sur DVD)
- Bob Hoskins dans :
  - Qui veut la peau de Roger Rabbit
  - Hook
  - Le Fils du Mask
  - Danny the Dog (doublage TV)
- Elliott Gould dans :
  - Ocean's Eleven
  - Ocean's Twelve
  - Ocean's Thirteen
  - M*A*S*H (film)
- Carl Weathers dans :
  - Predator (doublage Fuji TV)
  - La série des Rocky (doublage TBS)
- Sean Connery dans :
  - Le Jour le plus long (doublage Asahi TV)
  - Les diamants sont éternels (doublage TBS, 1990)
- Paul Winfield dans :
  - Terminator (doublage Tokyo TV)
  - Cliffhanger (doublage Fuji TV)
- Billy Dee Williams dans Star Wars (doublage Nippon TV)
- Robert Shaw dans Les Dents de la mer (doublages TBS et DVD)
- Jack Nicholson dans Batman (film, 1989) (doublage Asahi TV)
- John Rhys-Davies dans la trilogie Le Seigneur des anneaux
- Lao Che dans Indiana Jones et le Temple maudit (doublage Nippon TV)
- Charles S. Dutton dans Alien 3
- Alan Rickman dans Piège de cristal (doublage Fuji TV)
- Michael Ironside dans Total Recall
- Audrey II, la plante carnivore dans La Petite Boutique des horreurs (film, 1986)

### Dessin-animés
- Capitaine Haddock dans Les Aventures de Tintin
- Tiger dans Fievel et le Nouveau Monde
- Carcasse dans Charlie (film, 1989)